# Petrophora defluata
Petrophora defluata là một loài bướm đêm trong họ Geometridae.